# Алексанян, Диран
Дира́н Алексаня́н (фр. Diran Alexanian; 1881—1954) — франко-американский виолончелист и музыкальный педагог армянского происхождения.

## Биография
Учился в Лейпциге у Фридриха Грюцмахера, юношей играл в камерном ансамбле вместе с Йозефом Иоахимом, в 17 лет исполнял сольную партию в «Дон Кихоте» Рихарда Штрауса под управлением автора. 20-летним переселился в Париж, где познакомился с Пау Казальсом, на долгие десятилетия став его ближайшим сподвижником.
Казальс и Алексанян независимо друг от друга пришли, как выяснилось, к весьма своеобразным аппликатурам и, в связи с этим, к неожиданным фразировкам. Свои взгляды на исполнительскую технику и музыкальную эстетику они решили отстаивать вместе. В 1921—1937 годах Алексанян ассистирует Казальсу в его парижской преподавательской деятельности (в том числе в Нормальной школе музыки), положив в основу работы свой учебник «Теория и практика игры на виолончели» (фр. Traité Théorique et Pratique du Violoncelle; 1922); среди его учеников были Пьер Фурнье, Эмануэль Фейерман, Льерко Шпиллер, Герберт де Кастро. В 1929 году вышло знаменитое издание сюит Баха под редакцией Алексаняна. Вместе с тем Алексанян продолжает концертировать — в частности, яркой страницей парижской музыкальной жизни стало в 1936 году совместное выступление Алексаняна и Джордже Энеску в концерте Брамса для скрипки и виолончели с оркестром; одновременно Алексанян исполнил перед парижанами вторую виолончельную сонату Энеску.
С 1937 года Алексанян жил в США и преподавал в консерватории Пибоди и Манхэттенской музыкальной школе; среди его учеников был, в частности, Дэвид Сойер.